# ホテル物語・夏!
『ホテル物語・夏!』（ホテルものがたり なつ）は、1989年7月26日から同年9月27日まで、TBS系列の『水曜ドラマ』（毎週水曜日21:00 - 21:54）で放送されたテレビドラマ。全10回。
『水曜ドラマ』の最終作。

## 概要
静岡県伊豆長岡にオープンしたばかりのリゾートホテル「ASCOT」を舞台に、ホテルの従業員と客たちが展開するひと夏の物語を一話完結スタイルで、毎回ゲストを迎えて明るく描いた。
ホテルのレストランのシェフで短気な性格の与四春と、その息子でフランスの三つ星レストランで修業して帰国しASCOTに入って来た俊一の2人は料理などについて全く意見が合わずに対立してばかりの緊張関係。一方で俊一はコンシェルジュの伶子に恋心を抱くようになる。また俊一の妹の亜沙子にはライフガードの新が好意を寄せている、といった様々な恋物語も絡むのが本作の軸となっている。
ASCOTのオープニングレセプションが翌日に迫った中、東京本社のチェックマンが密かにホテルを訪れている噂が流れる。そんな時、与四春とボーイ長・千吉が大ゲンカ、数人のコックとボーイが与四春の短気に耐え切れず辞めてしまうという騒ぎ。そこへフランス帰りの俊一が現れる。本作はこういった展開から始まった。

## キャスト
- 村崎俊一：山下真司
- 村崎与四春：すまけい
- 村崎亜沙子（ライフガード）：国生さゆり
- 森本伶子（コンシェルジュ）：宮崎ますみ
- 石田新（ライフガード）：石黒賢
- 浜野圭三（ライフガード）：宮下直紀
- 鶴田真由
- 渡辺かおる
- 大沢誉志幸
- 羽田美智子
- 未來貴子
- ナオミ山田：ヒロコ・グレース
- はるみ（メイド）：阿知波悟美
- とみ江（メイド）：原知佐子
- 青木哲夫：妹尾洸
- 清水雄介：山下規介
- 藤田千吉（ボーイ長）：阿藤海
- 大岩支配人：益岡徹

### ゲスト
第1話
- 入江明子：浅野ゆう子
俊一とはフランスで顔見知りだった関係。俊一のお目付け役としてASCOTにやって来る。

第2話
- 野村和也：布川敏和
学生時代、超能力が評判だったという亜沙子の先輩。

第3話
- 北村啓二：石田純一
自分の娘だというさおりを連れてASCOTにやって来る。しかし、北村が最近多発している誘拐事件の犯人によく似ているとわかって騒ぎになる。
- さおり：戸垣恵理子

第4話
- 平山高志：泉谷しげる
- 平山えり：城之内早苗
二人はかなり歳の離れた新婚夫婦。

第5話
- 森川由加里：森川由加里（本人役）
コンサートのためにASCOTを訪れる。
- 森本麻美：生稲晃子
伶子の妹。伶子に実家の旅館を継いで欲しいことを言いに来る。

第6話
- ユキ：佐倉しおり
金が全くないのにも係わらず3泊。ウエイトレスをさせたところ、見事な客扱いを見せる。
- 大造：伊東四朗
ASCOTに泊まりに来た沼津商店会一行の一人。

第7話
- 高原洋子：山口美江
与四春のシェフとしての恩師の孫娘。勤めているアメリカの会社がバルセロナに店を出すのにあたり、与四春にバルセロナ勤務を打診しに来た。

第8話
- 岡村香織：東ちづる
- 学：野々村真
香織と学はカップル。強盗潜入事件に巻き込まれ、香織が人質にされる。
- 鮫島：平泉成
- 木崎：佐久田脩
鮫島と木崎は逃走中の強盗。ASCOTに潜伏する。

第9話
- 相沢（料理評論家）：芦田伸介

第10話
- 松本典子：松本典子（本人役）

## スタッフ
- 企画：飯島敏宏
- プロデューサー：大谷弘、森田光則、浜井誠(TBS)
- 脚本：高橋正康、関根俊夫、松原信吾、桜井秀雄
- 演出：森田光則、松原信吾、山田高道、桜井秀雄
- 音楽：渡辺博也
- 音響効果：小堀叡智
- 制作主任：広瀬昌弘
- 演出補：根本実樹 他
- タイムキーパー：稲葉明子
- 技術：桜井茂
- カメラ：小野田芳夫
- 照明：舞田弘法
- 音声：中島実
- 編集：青沼邦治
- カラー調整：山本豊
- 衣装：水野美樹子
- メイク：滝波麻子
- 小道具：小川満政
- 美術：東宝舞台
- 製作：TBS、木下プロダクション

## 主題歌
- 谷村有美『明日の恋に投げKISS』（作詞・作曲：谷村有美　編曲：松本晃彦　レーベル：CBSソニー）
  - 挿入曲：高中正義『THE PARTY'S JUST BEGUN』（作詞・作曲：Perez-Feria, Bill Duncan　編曲：Bill Duncan, Clay Ostwald, Jorge Casas　レーベル：東芝EMI）

## サブタイトル
| 話数 | 放送日         | サブタイトル         | 脚本              | 演出     |
| ---- | -------------- | -------------------- | ----------------- | -------- |
| 1    | 1989年 7月26日 | （サブタイトル無し） | 高橋正康          | 森田光則 |
| 2    | 8月2日         | お客さまはエイリアン | 高橋正康          | 森田光則 |
| 3    | 8月9日         | 子はアカガイ?        | 高橋正康          | 松原信吾 |
| 4    | 8月16日        | 花ムコは初夜に泣いた | 高橋正康          | 松原信吾 |
| 5    | 8月23日        | いかないで!          | 関根俊夫          | 山田高道 |
| 6    | 8月30日        | 美少女、万歳         | 松原信吾          | 松原信吾 |
| 7    | 9月6日         | シェフ、ご用心!?     | 高橋正康 桜井秀雄 | 桜井秀雄 |
| 8    | 9月13日        | 結婚大行進           | 関根俊夫          | 山田高道 |
| 9    | 9月20日        | コンソメには愛が一杯 | 高橋正康          | 山田高道 |
| 10   | 9月27日        | 私を一緒に連れてって | 高橋正康          | 森田光則 |

## ロケーション
スポーツワールド伊豆長岡
| TBS 水曜ドラマ    | TBS 水曜ドラマ                             | TBS 水曜ドラマ                                              |
| 前番組            | 番組名                                     | 次番組                                                      |
| ----------------- | ------------------------------------------ | ----------------------------------------------------------- |
| オイシーのが好き! | ホテル物語・夏!                            | （なし）                                                    |
| TBS 水曜21時枠    |                                            |                                                             |
| オイシーのが好き! | ホテル物語・夏! 【本作まで「水曜ドラマ」】 | 水曜ロードショー ※21:00-22:54 【火曜20:00より改題して移動】 |